# The Rainbow Connection
The Rainbow Connection ist ein Lied aus dem 1979 erschienenen Puppenfilm Muppet Movie und eröffnet diesen in der Anfangsszene. Es wurde von Paul Williams und Kenneth Ascher geschrieben und von Kermit dem Frosch (Jim Henson) gesungen. Es wurden zahlreiche Coverversionen des Liedes von verschiedenen Künstlern veröffentlicht.
Das Lied erreichte im November 1979 Platz 25 der Billboard Hot 100.

## Hintergrund
Das Lied spielt die Eröffnungsszene des Films Muppet Movie ein, in der sich die Kamera in der Vogelperspektive langsam einem Sumpf nähert und schließlich Kermit der Frosch zu sehen ist. Er sitzt singend auf einem umgefallenen Baum und spielt Banjo, bis zufällig ein Agent in einem Ruderboot vorbeikommt und von Kermits Talenten begeistert ist. Er ermutigt ihn nach Hollywood zu gehen, um dort berühmt zu werden. Kermit macht sich schließlich voller Begeisterung auf den Weg. 

## Entstehung
Jim Henson wollte für die Eröffnungsszene Kermit allein singend und auf einem Banjo spielend auftreten lassen. Paul Williams und Kenneth Ascher schrieben das Lied ziemlich schnell, jedoch konnten sie für den Refrain keinen geeigneten Begriff finden, der eine Regenbogenverbindung ausdrückt. 
An einem Abend beschrieben die beiden Williams’ Frau das Problem, keine passende „rainbow connection“ (Englisch für „Regenbogenverbindung“) zu finden. Seine Frau meinte daraufhin, sie hätten fünfmal „rainbow connection“ gesagt, und fragte sich, warum sie das Lied nicht einfach The Rainbow Connection nennen.

## Auszeichnungen
Paul Williams und Kenneth Ascher wurden für das Lied bei der Oscarverleihung 1980 in der Kategorie Bester Song nominiert, konnte sich aber nicht gegen Jennifer Warnes’ It Goes Like It Goes durchsetzen.
Ebenfalls wurden Williams und Ascher bei der den Golden Globe Awards 1980 in der Kategorie Bester Filmsong nominiert.